# Безупречная репутация
«Безупречная репутация» (фр. Coup de torchon) — французский фильм режиссёра Бертрана Тавернье, вышедший на экраны в 1981 году. Фильм является адаптацией новеллы американского писателя Джима Томпсона под названием «Население 1280 человек» (англ. Pop. 1280).
Фильм получил 10 номинаций на Премию Сезар, номинацию на Оскар.

## Сюжет
Сюжет фильма разворачивается в 1938 году во французских колониальных владениях в восточной Африке, в крошечном городке Бергезе с населением в 1270 человек. Население, по большей части чернокожее, постоянно уменьшается: в городе свирепствует эпидемия дизентерии. Если умирает чернокожий — его тело сбрасывают в реку, если белый — хоронят в местной церкви.
Главный герой фильма — Люсьен Кордье (Филипп Нуаре) — полицейский, который никого никогда не арестовывает и всячески избегает неприятностей профессионального характера. Из-за своей мягкости он терпит многочисленные оскорбления и насмешки со стороны окружающих: его жена Югетт (Стефан Одран), постоянно унижает его и не подпускает к себе, вместо этого отдавая все ласки своему мало похожему на неё брату Ноно (Эдди Митчелл). Унижают Люсьена и за пределами семьи: владельцы местного борделя Перон (Жан-Пьер Марьель) открыто унижают и забирают его, заключённого, накрывать столы в борделе, а Вандербрук (Мишель Бон), владелец африканской лесной компании и богатейший человек в городе, ставит общественный туалет прямо под окнами дома шерифа и отказывается его убирать. У шерифа есть любовница Роза (Изабель Юппер), однако часто быть с ней он не может — Розу, как и других жителей города, постоянно колотит её супруг Меркайо (Виктор Гарривье), арестовать или просто осадить которого Люсьен не может из-за нерешительности.
Мучимый внутренними противоречиями и не удовлетворенный своей жизнью, Люсьен страдает от бессонницы и много думает, пока в его голове, наконец, не рождается план.
После очередной порции унижений — сутенёры бросают Люсьена в реку, он навещает знакомых военных — Шавассона (Ги Маршана) и его помощника Леонелли. Люсьен просит у Шавассона совета, как у мудрого наставника, — что делать, если его унижают. В ответ на это Шавассон также унижает Люсьена, отвешивая ему пинки вместе с помощником. Наконец, Шавассон Лейси объясняет, что он делает все это, чтобы показать Нику, что, когда кто-то причиняет тебе боль, ты должен причинить ему ответную боль в два раза сильнее. Заканчивает свою речь Шавассон громкой (её слышат его гости и посетители) бравадой о том, что не позволил бы каким-то жалким сутенёрам неуважительно с собой обращаться — он бы застрелил их на месте. Люсьен просит Леонелли проводить его на вокзал и, перед самым отправлением поезда многозначительно говорит помощнику, что «теперь ему всё стало ясно» и «он извлёк урок». Поезд трогается и Люсьен направляется обратно домой, оставив на вокзале встревоженного Леонелли.
В поезде Люсьен знакомится с Анной (Ирен Скоблин), которая едет в Бергезе, чтобы стать учительницей в местной школе. Люсьен скептически относится к этой идее, но помогает ей донести чемоданы до дома и получает в подарок книжку «французского летчика».
После прощания с Анной Люсьен отправляется на встречу с двумя сутенёрами. Как обычно, они пытаются начать высмеивать его за бесхребетность, но Люсьен достаёт револьвер, заставляет сутенёров спеть себе песню, а затем убивает обоих, прячет тела и отправляется домой.
Ночью Люсьена будит примчавшийся на последнем поезде Шавассон. Под впечатлением от рассказа Леонелли он начинает беспокоиться, что Люсьен действительно убьет сутенеров, а сделав его тем самым подстрекателем к преступлению. Люсьен успокаивает Шавассона, заявляя, что у него «не руки убийцы» и «слишком мягкий характер», попутно подливая ему алкоголь. Напоив Шавассона, Люсьен говорит, что ему негде разместить гостя, а потому лучшим местом для ночлега будет бордель — там хорошие кровати и есть четырнадцатилетние девочки.
Пьяный Шавассон соглашается и проводит ночь в борделе, оглашая его криками, что «преподаст сутенёрам урок», что «девочкам больше не о чем беспокоиться» и что «он никогда не потерпит непочтительного обращения к себе». Протрезвев, он задаётся вопросом, куда действительно пропали сутенёры, но Люсьен говорит, что если те действительно мертвы, то все подозрения падут на него, Шавассона, так что лучше было бы, если бы их никто никогда не нашёл.
На следующий день Меркайо прилюдно избивает афроамериканца за непочтительность, используя доску, оторванную от общественного туалета, в качестве орудия. Кюре ругает Люсьена за то, что он не выполняет свою работу и никого не арестовывает, на что тот лишь отшучивается.
После разговора со священником Люсьен отправляется на поиски Меркайо и находит его пьющим и рыбачащим на реке. Люсьен берёт двустволку Меркайо и говорит, что сейчас пойдёт к его жене, и получит от неё то, что хочет, после чего убивает его двумя выстрелами в живот. Пока Меркайо корчится от боли, Люсьен несколько раз пинает его и оставляет умирать, после чего действительно идёт к нему домой.
Там он пристаёт к Розе. Женщина сначала сопротивляется боясь гнева мужа, но, узнав что Меркайо не вернётся с охоты из-за «несчастного случая», с радостью отдаётся Люсьену. После этого Люсьен приводит её к трупу мужа и та с радостью пинает его, говоря, что никогда не любила. Вечером Роза приходит к Люсьену домой и сообщает, что не может найти мужа и ей страшно. Под этим предлогом Люсьен получает возможность оставить её ночевать у себя и каждый день отвозить к ней домой, иногда оставаясь на ночь. Также на следующий день он покупает Розе револьвер «на случай самозащиты» и учит им пользоваться. Ночью Люсьен решает разобраться с ещё одной мучившей его проблемой — он аккуратно подпиливает доски в общественном туалете, из-за чего следующим утром его владелец с головой проваливается в нечистоты. Взбешённый Вандербрук приказывает снести уборные этим же днём.
В одну из ночей слуга Меркайо — афроамериканец Пятница — приносит домой найденный труп и ружьё хозяина. Чтобы сохранить тайну о своей связи с Розой, Люсьен убивает Пятницу из той же двустволки, предварительно прочитав тираду о беспощадности и безжалостности человечества.
Психическое самочувствие Люсьена продолжает ухудшаться, к тому же ему все больше начинает нравиться Анна. После вечера, проведенного с ней и её учениками в кино, он пробирается в школу и пишет на доске о том, как убил Перона с помощником и свалил все на Шавассона. Анна видит эту надпись, когда класс уже полон детей, но, поскольку никто из них не умеет читать, выдаёт написанное за Марсельезу, которую и поёт вместе с учениками.
Люсьен хочет быть с Анной, для чего ему нужно избавиться от всех помех: Розы, Югетт и надоевшего Ноно. На похоронах Меркайо Люсьен остаётся с Анной наедине и, видя что Ноно подсматривает — страстно целуется с ней. Близится война, и Ноно, боясь мобилизации в сенегальские стрелки хочет побыстрее убраться из Африки, поэтому на следующий он день пытается шантажировать Люсьена. В ответ Люсьен избивает Ноно, забирает из дома заначку Югетт (которую она собирала из его денег) и отправляется к Розе.
Там он приглашает Розу пойти на реку, но она отказывается. Тогда он оставляет её одну и прячется в засаду около её дома. Наблюдая оттуда, он видит, как Югетт с Ноно приходят к Розе, но не вмешивается. Жена Люсьена кричит на Розу и приказывает Ноно избить её и тогда, защищаясь, Роза убивает обоих из подаренного револьвера — план выполнен. Когда Ноно выползает на улицу и умирает у ног Люсьена, к дому подходят военные, однако когда Люсьен говорит им, что сегодня началась война, им становится не до расследований и те срочно ретируются в город.

## В ролях
- Филипп Нуаре — Люсьен Кордье
- Изабель Юппер — Роза
- Жан-Пьер Марьель — Перон и его брат адъютант
- Стефан Одран — Югетт Кордье
- Эдди Митчелл — Ноно
- Ги Маршан — Шавассон
- Ирен Скоблин — Анна, учительница
- Мишель Бон — Вандербрук
- Жан Шампьон — кюре (католический приходский священник)
- Виктор Гарривье — Меркайо
- Жерар Эрнандес — Леонелли
- Раймон Эрмантье — слепой

## Съёмочная группа
- Режиссёр: Бертран Тавернье
- Сценарий: Жан Оренш / Jean Aurenche, Бертран Тавернье
- Оператор: Пьер-Уильям Гленн / Pierre-William Glenn
- Монтажёр: Арман Псенни / Armand Psenny
- Композитор: Филипп Сард / Philippe Sarde
- Художник: Александр Траунер

## Даты выхода фильма
- 1981 —  Франция
- 1982 —  ФРГ
- 1982 —  Финляндия
- 1982 —  США
- 1983 —  Голландия

## Другие названия
- — Безупречная репутация (Чистка)
- — Coup de torchon
- — Der Saustall
- — Sil Baştan
- — Colpo di spugna
- — Clean Slate
- — Rent bord

## Награды и номинации

### Номинации
- Премия Оскар
  - 1982 — номинация: за лучший фильм на иностранном языке
- Премия Сезар
  - 1982 — номинация: лучшая мужская роль — Филипп Нуаре
  - 1982 — номинация: лучшая женская роль — Изабель Юппер
  - 1982 — номинация: лучший режиссёр — Бертран Тавернье
  - 1982 — номинация: лучший монтажёр — Арман Псенни / Armand Psenny
  - 1982 — номинация: лучший фильм — Бертран Тавернье
  - 1982 — номинация: лучший художник — Александр Траунер / Alexandre Trauner
  - 1982 — номинация: лучший актёр второго плана — Жан-Пьер Марьель
  - 1982 — номинация: лучший актёр второго плана — Эдди Митчелл
  - 1982 — номинация: лучшая актриса второго плана — Стефан Одран
  - 1982 — номинация: лучший сценарий — Жан Оренш / Jean Aurenche, Бертран Тавернье

### Награды
- French Syndicate of Cinema Critics[1]
  - 1982 — Приз Жоржа Мельеса (фр. Prix Méliès) победитель: лучший фильм — Бертран Тавернье
- Italian National Syndicate of Film Journalists[2]
  - 1982 — победитель: лучший актёр Филипп Нуаре
- Prix de l’Athénée de Guipuzcoano на Кинофестивале в Сан-Себастьяне[3]
- Prix du Public на Кинофестивале в Дурбане

## Художественные особенности
В качестве новаторства фильма отмечается очень высокое для своего времени содержание в нем чёрного юмора. Высокой оценки удостоились актёры Филипп Нуаре и Изабель Юппер в роли его нечёсаной, но соблазнительной любовницы.

## Дополнительные факты
- Съёмки фильма проходили на Avenue Blaise-Diagne, Сен-Луи, Сенегал[5]
- В американском прокате картина вышла под названием «Clean Slate»
- В российском прокате картина также известна как «Чистка»